# Grunty rolne
Grunty rolne – pojęcie występujące w ustawie o ochronie gruntów rolnych i leśnych z 3 lutego 1995 roku. Obejmuje oprócz użytków rolnych także grunty:
- pod stawami rybnymi i innymi zbiornikami wodnymi, służącymi wyłącznie dla potrzeb rolnictwa,
- pod wchodzącymi w skład gospodarstw rolnych budynkami mieszkalnymi oraz innymi budynkami i urządzeniami służącymi wyłącznie produkcji rolniczej oraz przetwórstwu rolno-spożywczemu,
- pod budynkami i urządzeniami służącymi bezpośrednio do produkcji rolniczej uznanej za dział specjalny, stosownie do przepisów o podatku dochodowym od osób fizycznych i podatku dochodowym od osób prawnych,
- parków wiejskich oraz pod zadrzewieniami i zakrzewieniami śródpolnymi, w tym również pod pasami przeciwwietrznymi i urządzeniami przeciwerozyjnymi,
- pracowniczych ogrodów działkowych i ogrodów botanicznych,
- pod urządzeniami: melioracji wodnych, przeciwpowodziowych i przeciwpożarowych, zaopatrzenia rolnictwa w wodę, kanalizacji oraz utylizacji ścieków i odpadów dla potrzeb rolnictwa,
- zrekultywowane dla potrzeb rolnictwa,
- torfowisk i oczek wodnych,
- pod drogami dojazdowymi do gruntów rolnych.

Ochrona gruntów rolnych polega na:
- ograniczaniu przeznaczenia ich na cele nierolnicze lub nieleśne,
- zapobieganiu procesom degradacji i dewastacji gruntów rolnych oraz szkodom w produkcji rolniczej, powstającym wskutek działalności nierolniczej,
- rekultywacji i zagospodarowaniu gruntów na cele rolnicze,
- zachowaniu torfowisk i oczek wodnych jako naturalnych zbiorników wodnych.

Dzierżawę gruntów rolnych regulują art. 693-709 k.c., ustawa o gospodarowaniu nieruchomościami rolnymi Skarbu Państwa z 19 października 1991 roku i ustawa o gospodarce nieruchomościami z 21 sierpnia 1997 roku.